# Лунь юй
Лунь Юй (кит. трад. 論語, упр. 论语, пиньинь lún yǔ, палл. Лунь Юй, Чжэнчжан: [*ruːns ŋ(r)aʔ], «Беседы и суждения», «Аналекты Конфуция») — наряду с «И-цзином» и «Дао Дэ Цзином» — один из наиболее знаменитых текстов Восточной Азии (Китая). Главная книга конфуцианства, составленная учениками Конфуция из кратких заметок, фиксирующих высказывания, поступки учителя, а также диалоги с его участием.
Книга написана на древнекитайском языке, состоит (в наиболее распространённой версии) из двадцати глав, названных по первому выражению каждой из них. Составление книги началось после смерти Конфуция в конце эпохи Вёсен и осеней и заняло от 30 до 50 лет.
Как один из величайших литературных памятников, «Лунь Юй» стал частью конфуцианского Четверокнижия (Сы шу). Знание этой книги наизусть являлось обязательным требованием китайского классического образования.

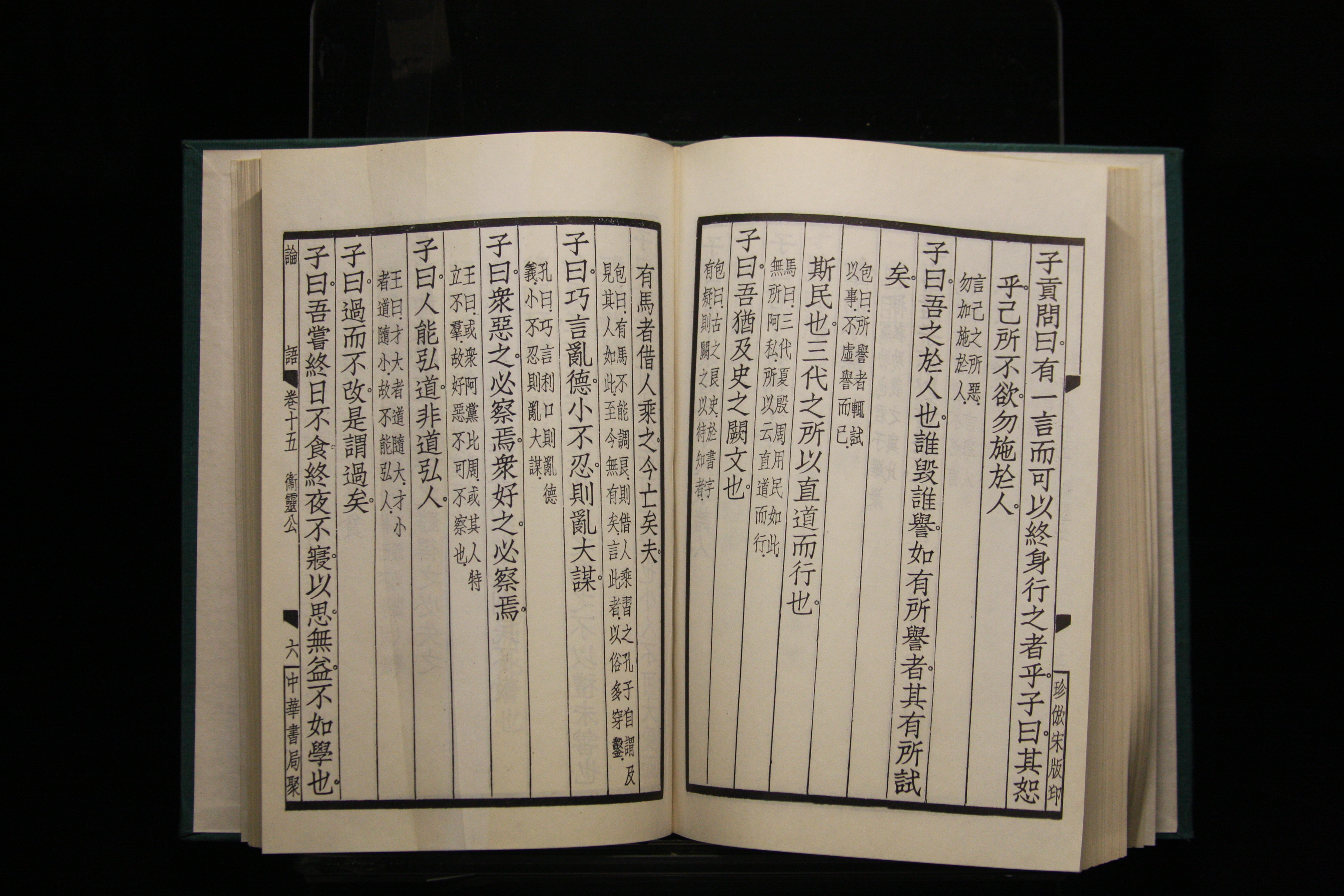
Лунь юй – главная книга конфуцианства

## Переводы
На русский язык «Лунь юй» переводился В. П. Васильевым, П. С. Поповым, В. А. Кривцовым,  Л. И. Головачёвой  (1992), И. И. Семененко, А. С. Мартыновым, Л. С. Переломовым, Б. Б. Виногродским и А. Е. Лукьяновым,

## Содержание
Книга состоит из отрывков рассуждений Учителя о «благородном человеке» (君子, цзюнь-цзы), который избегает наслаждений, ссор и жадности (16:7). Корнем благородного человека названа «сыновняя почтительность» (孝, сяо), из которой произрастает «человечность» (仁, жэнь) (1:2). «Сыновняя почтительность» заключается в исполнении «ритуала» (禮, ли) (2:5; 12:1). Наряду с человечностью почитается и «мудрость» (智) (7:34). Другими важными императивами благородного человека являются «справедливость» (義, и) (4:10, 16; 17:23) и «искренность» (信, синь) (1:4; 15:18). Примером благородного человека для Конфуция был Яо (8:19).
Список добродетелей сводится к «пяти достоинствам». В одном случае речь идет о почтительности, великодушии, правдивости, сметливости и доброте (17:6). В другом — о милости, требовательности, умеренности, «величавости без высокомерия», «грозности без свирепости» (20:2). Встречается в Луньюе и золотое правило: «Не делай другим того, что не желаешь себе» (15:24)
Антитезой благородного человека выступает «малый человек» (2:14; 4:11; 12:16; 14:23), который одержим пристрастностью и выгодой.
Высшей инстанцией морального и природного порядка названо «небо» (天, тянь) (3:13; 12:5), поэтому уповающий на небо благородный муж лишен «тревоги и боязни» (12:4). Конфуций остерегался говорить о духах, чудесах (7:21) и смерти (11:12).
В немалой степени Луньюй касается управления государством, для которого необходимо оружие и доверие народа (12:7), а также тщательное исполнение своих обязанностей (12:11). Правителю предписывается быть примером для подданных и поощрять достойных (13:2). Существенным в управлении является ритуал (14:41) и справедливость (13:4). Семья для Конфуция является моделью государства (2:21).
Также Луньюй содержит описание привычек Конфуция, который любил рис, мясо, вино и не пренебрегал соусами (10:8). Носил он черный кафтан, халат (10:6) и шелковую шапку (9:3). Среди его предпочтений была игра в шашки (17:22) и состязание в стрельбе из лука (3:7).

## В литературе
- Юань Мэй (1716-1797, эп. Цин): заглавие сборника историй о сверхъестественном «Цзы бу юй» 子不語  «Мудрый не говорит» отсылает к манере Конфуция не затрагивать подобные темы, зафиксированной в «Аналектах».

## Вне Китая
Парадоксальным образом, средневековые варианты текста и комментариев «Аналектов» в Японии сохранялись в буддийских храмах, где священники выступали в качестве знатоков китайской классической словесности. Примечательным событием стало возвращение в Китай субкомментария на «Аналекты», созданного Хуан Канем (488-545 г. н. э.) и утерянного на материке во времена Южной Сун. В Японии этот текст был опубликован в 1750-м и повторно издан в 1864 г. По возвращении в Китай был включён в «Сыку цюаньшу». Интересно, что одной из форм рефлексии над текстом была интерпретация элемента лунь в названии через смежный иероглиф лунь с ключом «повозка», который обозначал колесо. Таким образом, «Аналектам» приписывалась цикличность и совершенство формы, напоминающее жемчужину.